# Крейг, Мира
Мира Шердин Крейг (англ. Mira Scherdin Craig; род. 31 июля 1982 года) — норвежская певица американского происхождения, исполняющая жанр R&B.

## Биография
Родилась в 1982 году в Осло. Её отец Рональдо Крейг, афроамериканец родом из Батон-Ружа, штат Луизиана, США. В возрасте двенадцати лет Крейг исполнила хит Уитни Хьюстон «I Wanna Dance with Somebody (Who Loves Me)» в норвежском молодёжном телешоу «Midt i smørøyet». К 15 годам она начала писать свои собственные песни, а к 17 годам уже пела бэк-вокал для Нуры Нур.
В 2000 году Крейг попала в заголовки газет на норвежском музыкальном фестивале «Quartfestivalen», когда Вайклеф Жан вытащил её на сцену. Американский рэп-исполнитель Снуп Догг также заинтересовался ею в 2005 году на том же фестивале и с тех пор использовал одну из её песен в своем сборнике «Welcome to tha Chuuch: Da Album».
21 января 2006 года Крейг получила премию «Новичок года» на шоу «Alarm-prisen», норвежской музыкальной премии. В том же году читатели норвежского издания Mann Magazine признали её «Женщиной года».
В 2008 году Крейг приняла участие в Melodi Grand Prix в качестве композитора. Она написала песню «Hold On Be Strong», которую исполнила Мария Хаукаас Сторенг. Песня завоевала право представлять Норвегию в Белграде и на полуфинале Евровидения 20 мая 2008 года. Она заняла четвёртое место из 19, заняв место в финале «Евровидения», который состоялся 24 мая. Песня заняла пятое место в финале со 182 очками, а Норвегия получила самый высокий рейтинг из всех стран Западной Европы.
В 2012 году она выпустила ведущий сингл со своего предстоящего четвёртого альбома. Песня «Aces High» показала более ориентированное на рок направление её музыки. Песня, однако, не достигла того же уровня успеха, что и её предыдущие синглы.
10 января 2022 года было объявлено, что Крейг примет участие в Melodi Grand Prix 2022 с песней «We Still Here».